# 皮西亞斯
皮西亞斯（Pytheas，古希臘語：Πυθέας ὁ Μασσαλιώτης，也译作“皮忒阿斯”“皮提阿斯”等，西元前4世紀）是一位希臘的地理學家和探險家，出身自當時的希臘殖民地馬薩利亞（Massalia）。他在前325年時，出海探索了歐洲西北部。他的足跡遍及了大不列顛島上大部份的區域。在歷史紀錄上，皮西亞斯是第一位記載極晝、極冠和日耳曼民族的人。他也用了地理上的想像力，成為第一個提出極北之地（圖勒）傳說的人，此外他還是第一位記述月亮會影響潮汐的人。他也可能到达了冰岛。

## 对极北之地的发现与描述
皮西亚斯从马薩利亚沿着欧洲西海岸向北航行，航行距离不可知，但他记录了许多见闻，其中一条见闻说：有这样一个地方，名叫“圖勒(Thule)”，位于一片大海附近，在不列颠之北，那里的一夜历时半年之久。